# Unterhaltungsfilm
Unter einem Unterhaltungsfilm versteht man einen fiktionalen Film (z. B. einen Spielfilm oder Animationsfilm), der eher auf Unterhaltung als auf Belehrung, Meinungsbildung oder Indoktrination angelegt ist.
Eine wissenschaftliche Anwendung findet der Begriff vor allem in der NS-Film-Forschung, wo neben notorischen Propagandafilmen auch solche Filme zum Untersuchungsgegenstand gehören, in denen ein politischer oder ideologischer Gehalt kaum nachgewiesen werden kann.
Verbreitet ist die Verwendung des Begriffs „Unterhaltungsfilm“ daneben aber auch in der Filmkritik, wo er meist zur Kennzeichnung bzw. Brandmarkung "leichter" – d. h. inhaltlich und formal anspruchsloser – Spielfilme verwendet wird, die keinem hohen Qualitätsstandard genügen. Da hier jedoch weniger die Unterhaltsamkeit von „Unterhaltungsfilmen“ als vielmehr ihre mangelnde künstlerische Qualität beanstandet wird, ist dieser Sprachgebrauch fragwürdig.